# Seend (kerkrecht)
De term seend is afgeleid van synode, en werd in de middeleeuwen in Nederland gebruikt als benaming voor een kerkelijke rechtbank. Een seend behandelde zaken rond ontucht en overspel, maar behandelde ook aanklachten wegens ketterij en deed aan bestrijding van hekserij.
De bisschop van Utrecht besteedde de taak doorgaans uit aan aartsdiakens.